# پاراه

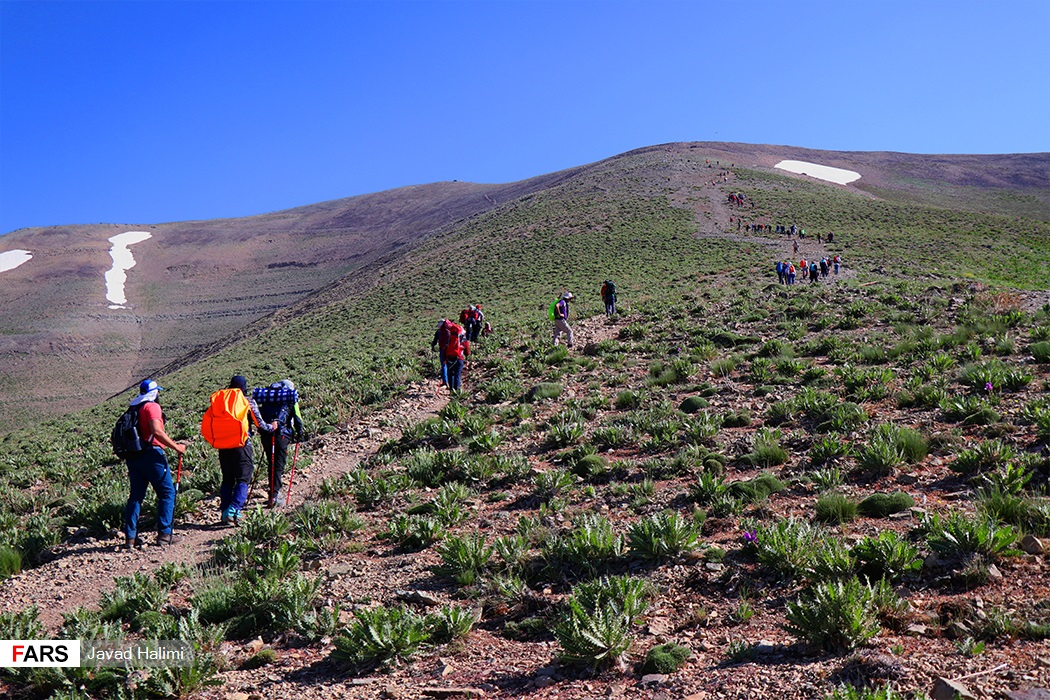
پاراه به سمت توچال

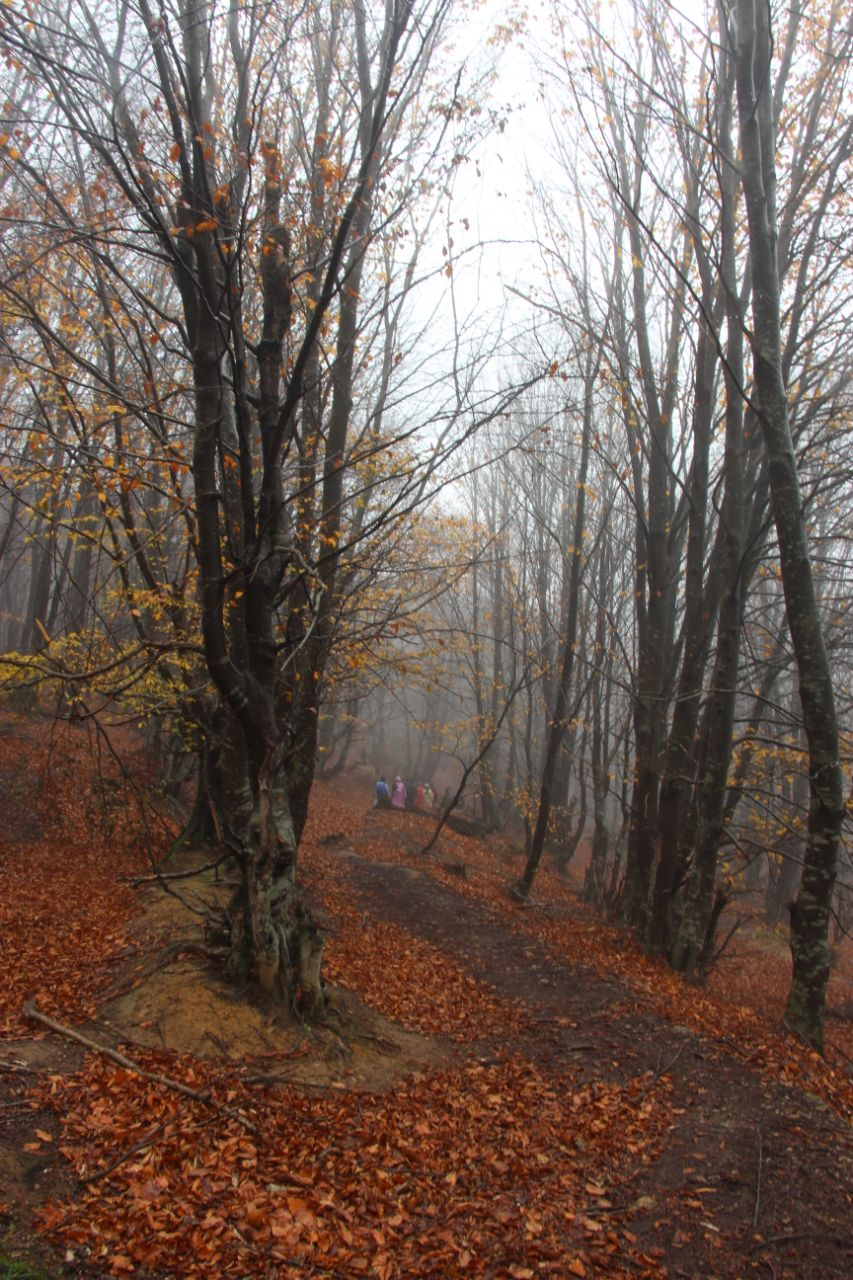
پاراه جنگل اسالم

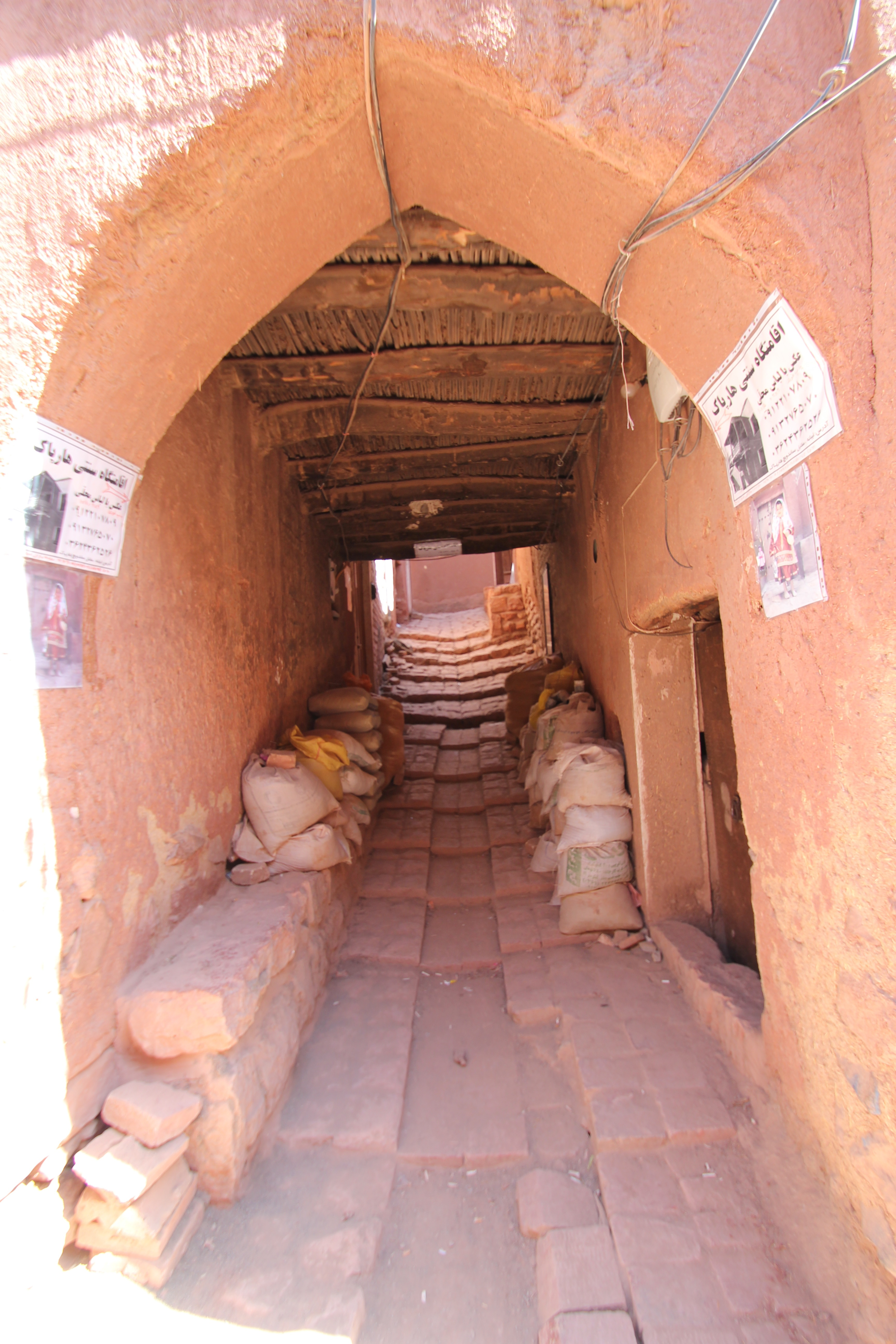
پاراه در ابیانه

پاراه یا پاگذر (همچنین مسیر پیاده یا گذر) (به انگلیسی: Footpath) گذرگاهی باریک ویژه پیاده‌هاست که در آن هیچ گونه دیگری از شدآمد از جمله وسایل نقلیه موتوری یا غیرموتوری، دوچرخه یا اسب و … مجوز گذر و استفاده ندارد. این پاگذرها در مکان‌های گوناگونی یافت می‌شوند از مراکز شهر گرفته تا کشتزارها یا یال کوهستانها.
پاگذرهای شهری معمولاً هموار، آسفالت یا سنگفرش شده‌اند و ممکن است دارای پلکان باشند. یک پاگذر می‌تواند کوچه یا راهروی شهری یا پلکان هم باشد.
در کوهستان‌ها و مناطق طبیعی ممکن است به آن مسیر پاکوب نیز گفته شود. به مسیرهایی که در اثر رفت‌وآمد زیاد صاف شده باشند نیز، اصطلاحاً مسیر پاکوب می‌گویند. یکی از نکاتی که در پیاده‌روی مسئولانه باید رعایت شود گذر از همین مسیرها است. این کار ضمن تأمین امنیت کوه‌پیمایان از تخریب پوشش گیاهی و جانوری منطقه نیز پیشگیری می‌کند.
یک پاگذر ممکن است گاهی شکل پل پیاده‌رو بگیرد که دو سوی رودخانه را هم به پیوند می‌دهد.

## بن‌مایه
1. ↑  «پاراه». واژه‌یاب. دریافت‌شده در ۸ بهمن ۱۳۹۹.
2. ↑  «پاراه». لغت‌نامهٔ دهخدا. دریافت‌شده در ۸ بهمن ۱۳۹۹.
3. 1 2  «اصطلاحات رایج طبیعت‌گردی». ۱۰ دی ۱۳۹۸.

- مشارکت‌کنندگان ویکی‌پدیا. «Footpath». در دانشنامهٔ ویکی‌پدیای انگلیسی، بازبینی‌شده در ۱۳ دسامبر ۲۰۲۰.